# سفارت چین در کانبرا
سفارت چین در کانبرا (به انگلیسی: Embassy of China) یک سفارت در استرالیا است که در کانبرا واقع شده‌است.